# Transgressão de género
A transgressão de gênero (em inglês:  gender bender) é a flexão ou "dobra" dos papéis de gênero esperados. A transgressão de gênero às vezes é uma forma de ativismo social para destruir papéis rígidos de gênero e desafiar os estereótipos de papéis sexuais, principalmente quando a pessoa não-conformada de gênero considera o sistema de gênero opressor. Pode ser uma reação ou protesto à homofobia, transfobia, binarismo ou sexismo. Essa rebelião pode envolver roupas andróginas, adornos ou acessórios, comportamento e papéis sexuais atípicos. Os transgressores de gênero podem se autoidentificar como trans ou de gênero não-binário.
A transgressão de gênero pode ser política, com base nos movimentos de política de identidade dos anos 1960 e 1970, um princípio orientador do qual surge a ideia de que o pessoal é político. Em seu artigo de 1974, Genderfuck and Its Delights, Christopher Lonc explicou sua motivação para agir dessa forma e transgredir o gênero: "Quero criticar e zombar dos papéis das mulheres e também dos homens. Eu quero tentar mostrar como posso ser anormal. Eu quero ridicularizar e destruir toda a cosmologia de papéis sexuais restritivos e identificação sexual."

## Gênero binário
Para transgredir o gênero, é preciso ter uma expectativa de poder se rebelar contra ele. Essas expectativas são construídas socialmente e podem variar amplamente entre as culturas. O binarismo é a ideia de que existem apenas dois gêneros: masculino e feminino. Em muitas culturas, só é aceitável para um indivíduo incorporar um dos dois papéis de gênero polares. Os papéis de gênero frequentemente imitam as expectativas sociais das categorias sexuais "masculina" e "feminina". Dentro dessa expectativa cultural, espera-se que os indivíduos designados como homens sejam masculinos, enquanto os designados como mulheres sejam femininos. A crença e adesão aos papéis de gênero polares é conhecida como binário de gênero.
Em muitas culturas, para que uma pessoa seja vista como pertencente a uma determinada categoria de gênero, o indivíduo não só precisa ter uma peculiaridade anatômica (incluindo a genitália), mas também se conformar com as ideias dessa cultura de papéis de gênero apropriados e estereotipados. Essas funções são altamente influenciadas pela cultura e por seus pares. Este estereótipo de gênero inclui a orientação sexual. Para tanto, quem vai contra o comportamento esperado, por exemplo gays e transgêneros, podem ser vistos como "menos" ou "outro".
Ainda assim, outras culturas - geralmente povos indígenas, ou subculturas que existem dentro das culturas ocidentais- conceituam gênero como algo com mais de duas opções e até veem as pessoas como indivíduos que poderiam pertencer a mais de um gênero. Alguns povos indígenas da América do Norte historicamente tiveram pessoas chamadas de dois-espíritos como parte de sua estrutura social, enquanto outros que podem ou não ter adquirido essa diversidade historicamente, tendem a aceitar pessoas de dois-espíritos como parte de suas comunidades modernas. Outras culturas podem ver as pessoas como seres capazes de incorporar mais de um papel de gênero em momentos diferentes, ou de estando "no meio". Um exemplo é o povo Bugi de Sulawesi do Sul, Indonésia. A cultura Bugis têm um total de cinco gêneros. Esses gêneros incluem o que tradicionalmente seria visto como gênero cis masculino e feminino (mas não exatamente como na cultura ocidental), bem como outros três gêneros, como o de seus xamãs, bissus.

## Transgressão de gênero na prática
A paródia e o exagero costumam ser usados para transgredir os papéis de gênero, geralmente para expô-los como artificiais. Por exemplo, uma pessoa que pratica a transgredir de gênero pode exagerar intencionalmente as ideias convencionais de feminilidade ou masculinidade. A transgressão de gênero também pode ser alcançada por meio do transformismo e da androginia, que desafiam e contribuem para desmontar o binário de gênero, separando a expressão ou performatividade do gênero das percepções do sexo biológico. Assim, a transgressão de gênero protesta o essencialismo de gênero. Este conceito é protestado não apenas por meio de aparências não normativas, mas desafiando papéis normativos de gênero, características ou também comportamentos- por exemplo, um indivíduo com um corpo feminino que é intencionalmente assertivo e não doméstico, com o objetivo de desafiar a ideia de feminilidade essencial. A transgressão do gênero é baseada na performatividade ou performance do gênero: o conceito de gênero como encenação. Isso pode ser alcançado por meio de apresentação física (por exemplo, roupas, cabelo, maquiagem e vocabulário), bem como comportamento. Uma vez que grande parte da performatividade de gênero é expressa por meio das roupas, em sociedades onde um binário de gênero pode ser observado, há uma ideia amplamente estabelecida de que certas roupas são "masculinas" e deveriam ser usadas apenas por indivíduos de corpo biológico. masculino, e outro é "feminino" e teria que ser usado apenas por indivíduos com corpos biologicamente femininos.
Transformar seria uma forma de transgredir o gênero, pois o propósito é “romper com os papéis” do gênero e sua apresentação. A androginia não é especificamente uma transgressão de gênero, mas pode ser considerada como tal se alguém estiver sendo andrógino propositalmente. Muitas pessoas andróginas podem não fazer um esforço consciente para se ver dessa forma. A origem da palavra "andrógino" vem do grego andrógynos: "andros, homem e gynos, mulher", "femache" ou "femmache".

### Drag
Os shows de drag são espetáculos onde as pessoas agem em drag. A roupa e a maquiagem drag pode, em alguns casos, simplesmente implicar um artista que retrata um personagem de um gênero oposto ao seu, ou a atuação pode ser uma paródia ou crítica ao gênero e papéis de gênero. Frequentemente estereótipos "femininos" ou "masculinos" de gênero da cultura do intérprete é exagerada com efeitos cômicos ou satíricos. Os intérpretes se pode chamar de drag kings, drag queers ou drag queens. Espetáculos de drag tipicamente envolvem roupas glamorosas e elaborados e shows musicais. Os artistas podem cantar, dançar, ou fazer lip sync.
"Para entender as diferenças e semelhanças entre drag queens masculinos e drag kings de corpo feminino ou transgêneros, consideramos como o gênero pessoal e as identidades sexuais de artistas drag que afetam e são afetados por seus desempenhos de gênero no drag.

## Transgressão de gênero apolítica
A transgressão de gênero nem sempre é uma posição política. De acordo com Judith Butler, gênero é algo performativo; ele só tem significado cultural na medida em que é atribuído a ele. Apesar do binarismo de gênero, há muitas maneiras de os indivíduos expressarem sua variação de gênero e nem todas são politicamente radicais intencionalmente. Além disso, em 1995, Tamsin Wilton argumentou que:
O gender-fuck não é intrinsecamente radical – caso contrário, dobradores de gênero, como Boy George, Prince, Annie Lennox, David Bowie, etc., não iriam se safar na medida em que conseguem. Uma transgressão de gênero politicamente consciente — como a de RuPaul ou (até certo ponto) Madonna — chega muito mais perto do radicalismo, mas é somente incorporando uma crítica do gênero como um eixo de poder que brincar com significantes de gênero pode ser mais do que perversamente divertido.